# Ilha Pio

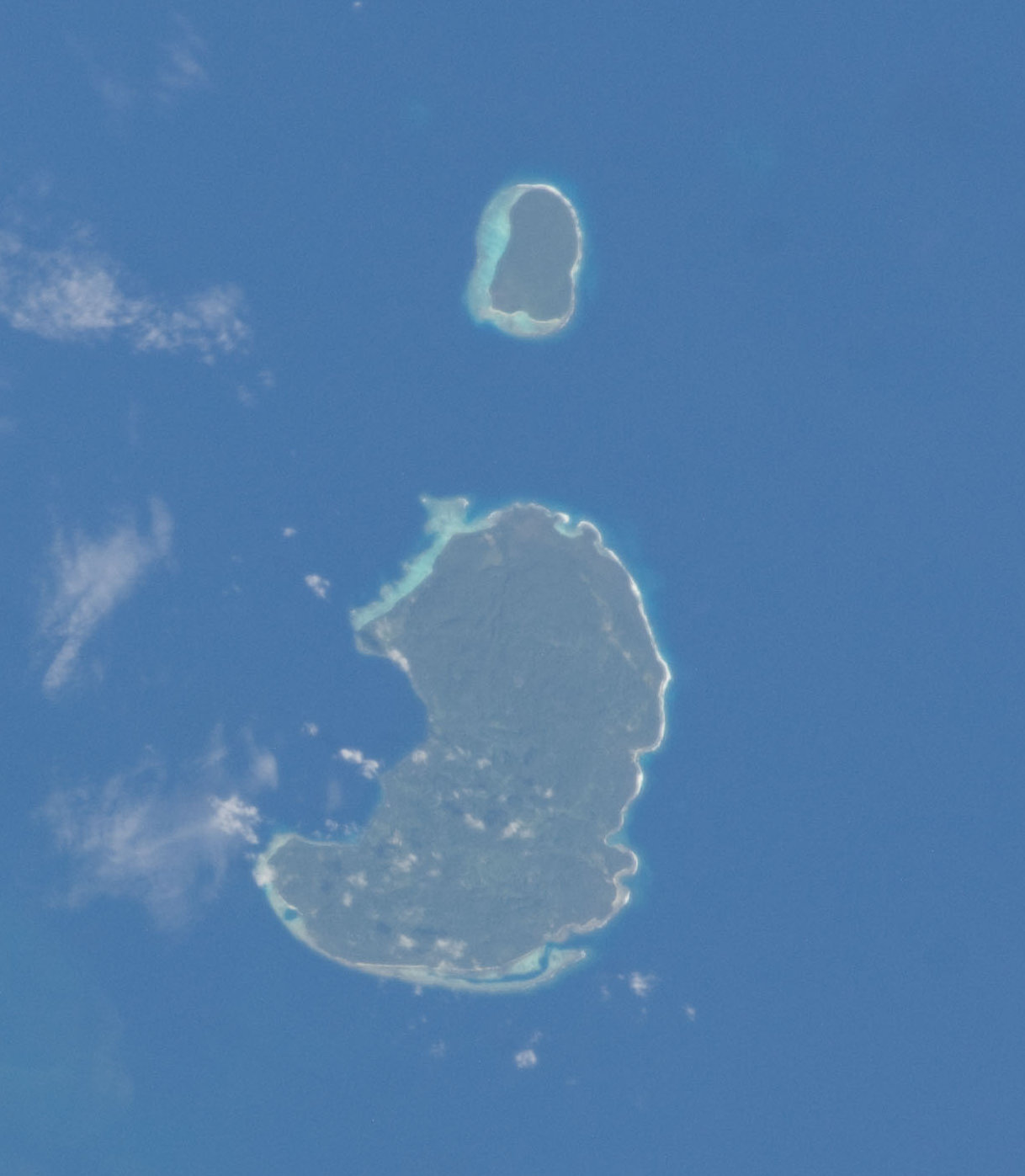
Imagem da foto do satélite das ilhas Ugi (maior) e Pio (menor)

A Ilha Pio é uma ilha na província de Makira-Ulawa, nas Ilhas Salomão. Está situado a 4 km a noroeste da Ilha Ugi. Tem 2,7 km de comprimento e 1,5 km de largura. A elevação estimada do terreno acima do nível do mar é de cerca de 227 metros.